# Agent violet

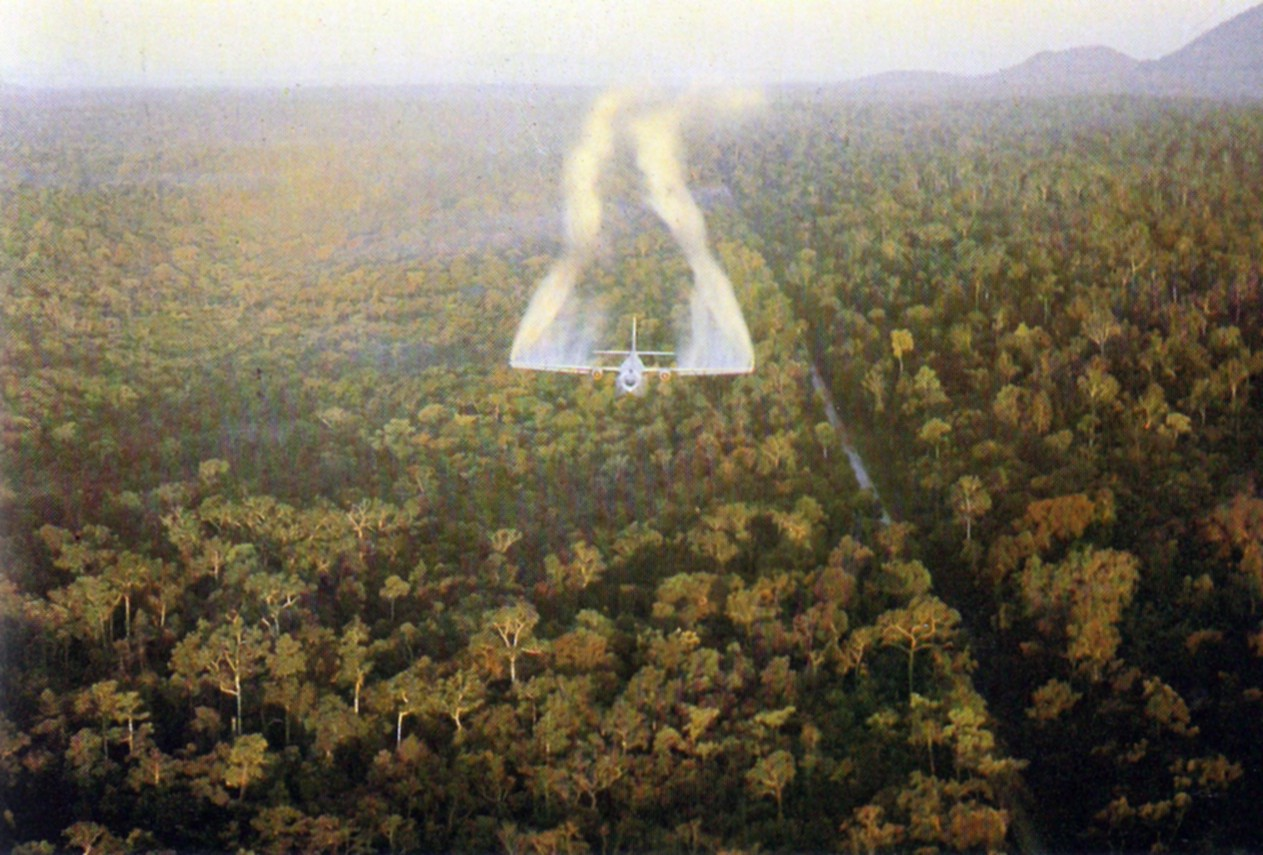
un C-123B pulvérisant de l'agent violet. (1962)

L'agent violet est le nom de code d'un puissant herbicide et défoliant utilisé par l'armée américaine dans le cadre de son programme Herbicidal warfare (en) durant la guerre du Viêt Nam. Son nom vient de la bande pourpre peinte sur les barils pour en identifier le contenu. Il faisait partie des « herbicides arc-en-ciel », parmi lesquels on retrouve entre autres l'agent orange.
L'agent pourpre fut employé seulement dans les premiers temps des opérations d'épandage, entre 1962 et 1964. Au bout du compte, relativement peu d'agent pourpre fut utilisé.
L'agent pourpre était chimiquement similaire à l'agent orange. Il était constitué d'un mélange des herbicides 2,4-D et 2,4,5-T. On apprit plus tard qu'une dioxine toxique et persistante — la tétrachlorodibenzo-para-dioxine ou TCDD — était produite lors de l'élaboration du 2,4,5-T.
L'agent pourpre est connu pour contenir trois fois plus de dioxine que l'agent orange (45 ppm contre 13 ppm pour l'agent orange).